# Festmacherboot
Ein Festmacherboot, auch Mackerboot (engl. Mooring Tug) ist ein kleines, heute motorisiertes und sehr wendiges Boot, das ein Festmacher oder Schiffsbefestiger bzw. eine Festmachercrew (Festmachermannschaft),  umgangssprachlich Festmachergang genannt, benutzt, um ein Schiff im Hafen festzumachen, d. h. fest mit dem Hafenkai zu verbinden, damit der Lade- und Löschvorgang reibungslos durchgeführt werden kann. Das Festmacherboot wird verwendet, um die von Bord des anlegenden Schiffes heruntergelassenen Festmacherleinen bereits in einigem Abstand vom Hafenkai übernehmen zu können und diese zur Kaimauer mit den Pollern zu bringen, auf denen sie dann belegt werden. Festmacher benötigen ihre Festmacherboote  dann, wenn die Distanz zu groß für den Einsatz einer Wurfleine ist und auch insbesondere, wenn ein Schiff nicht direkt an der Kaimauer liegt, sondern (vorübergehend) an Dalben festgemacht wird.

## Bilder

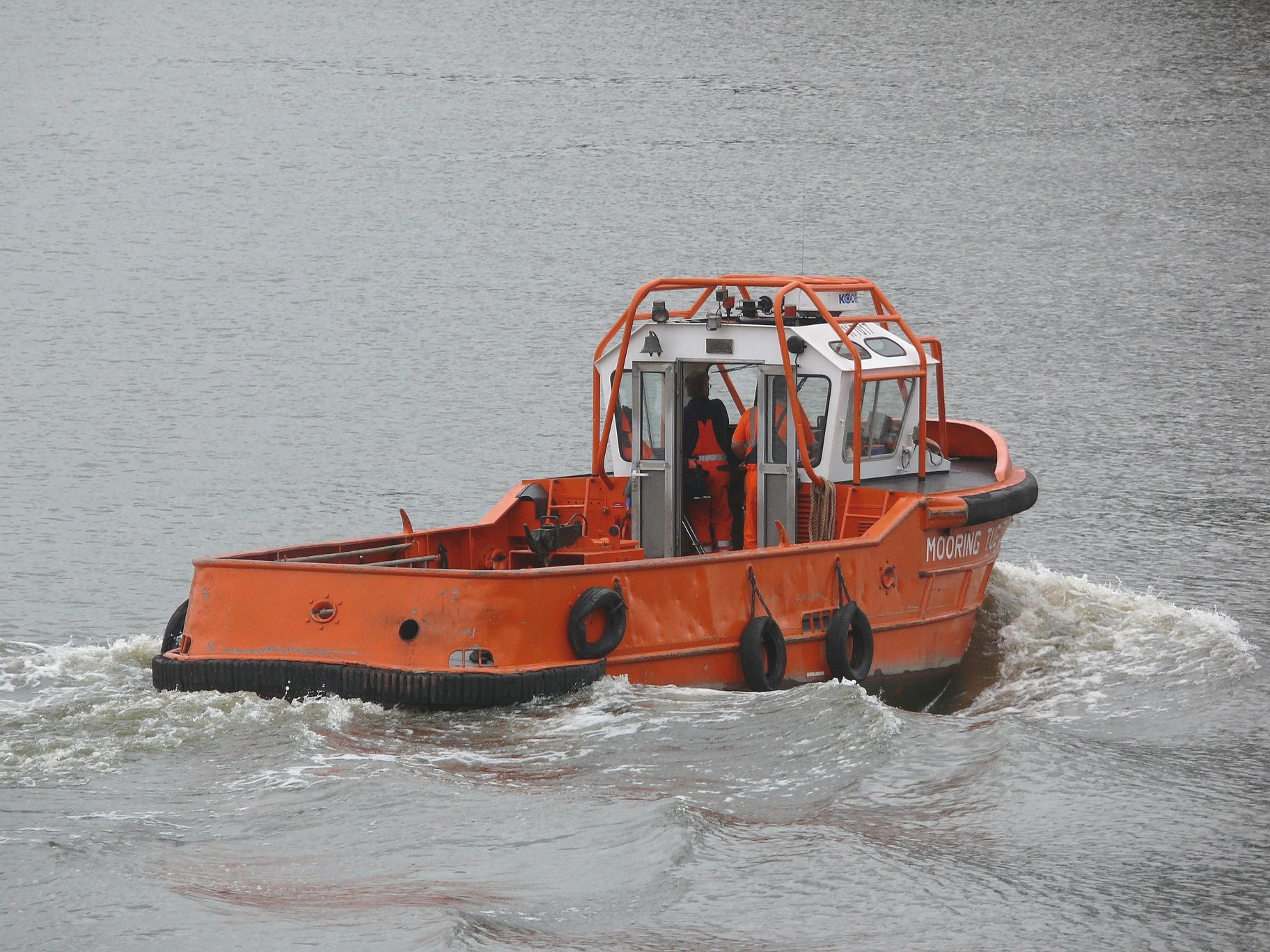
Festmacherboot, Hafen Hamburg
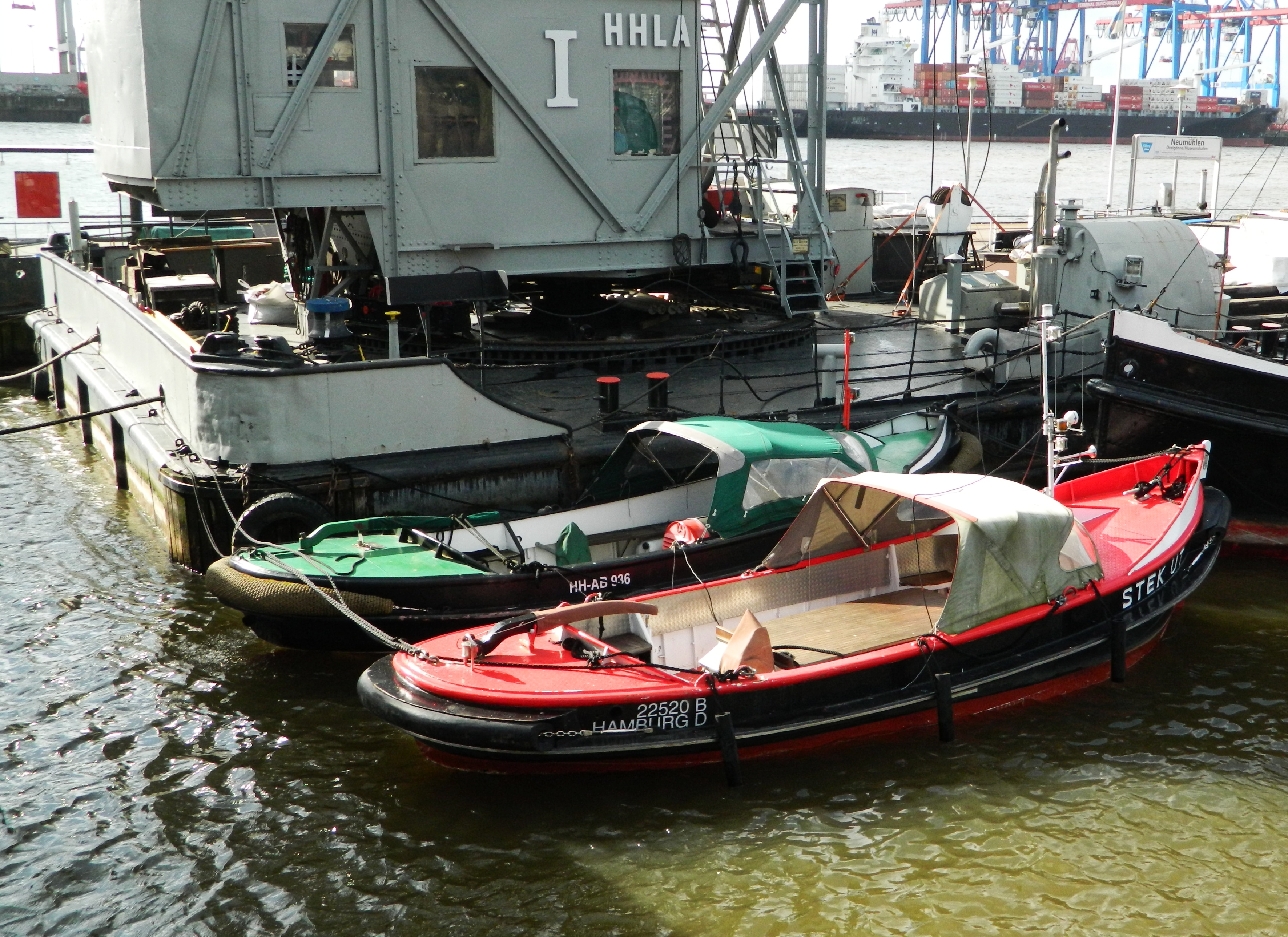
Historische Festmacherboote Stek Ut (rot)[1] und Smiet Los (grün)[2], Museumshafen Oevelgönne, 2012
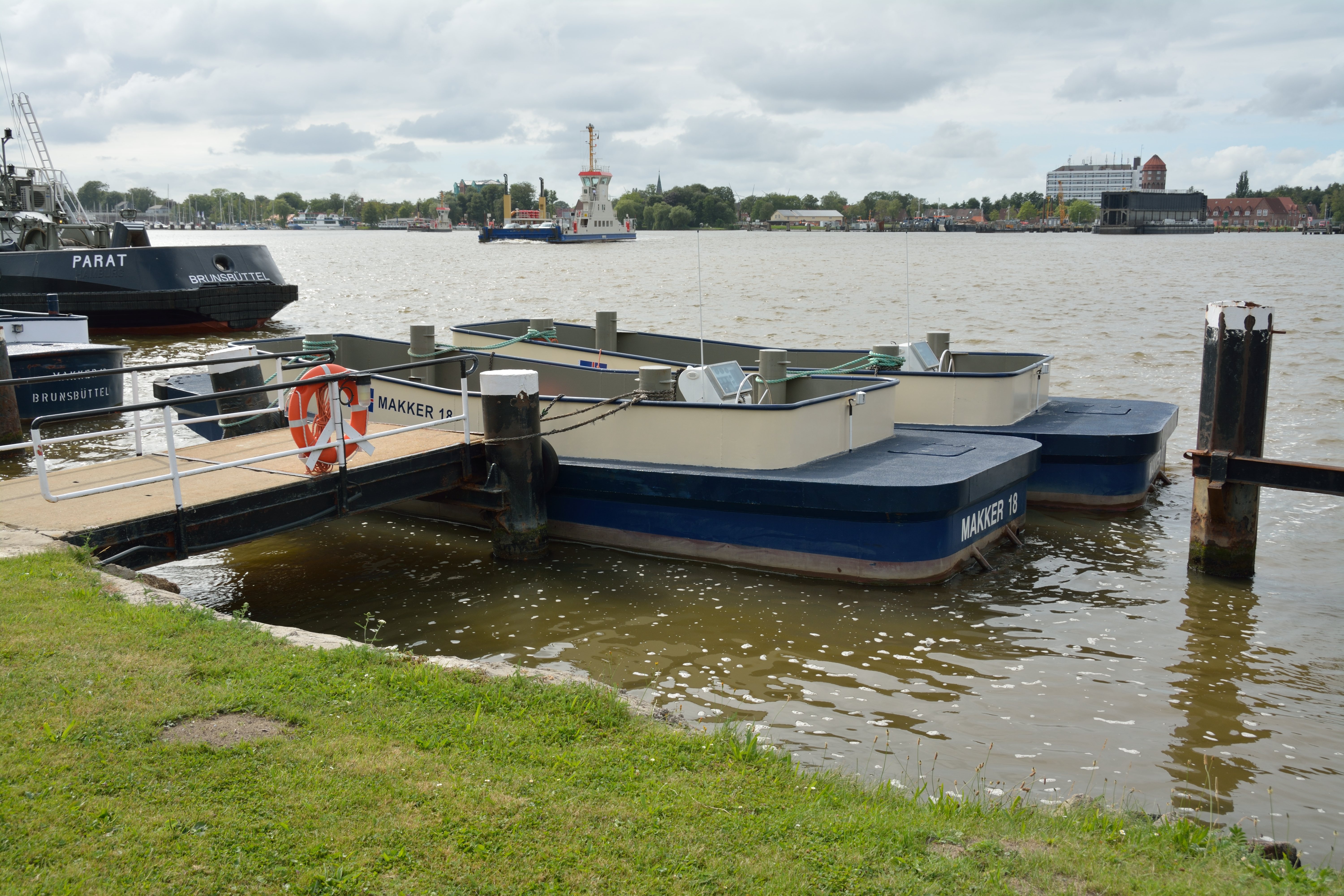
„Makker“boote in Brunsbüttel
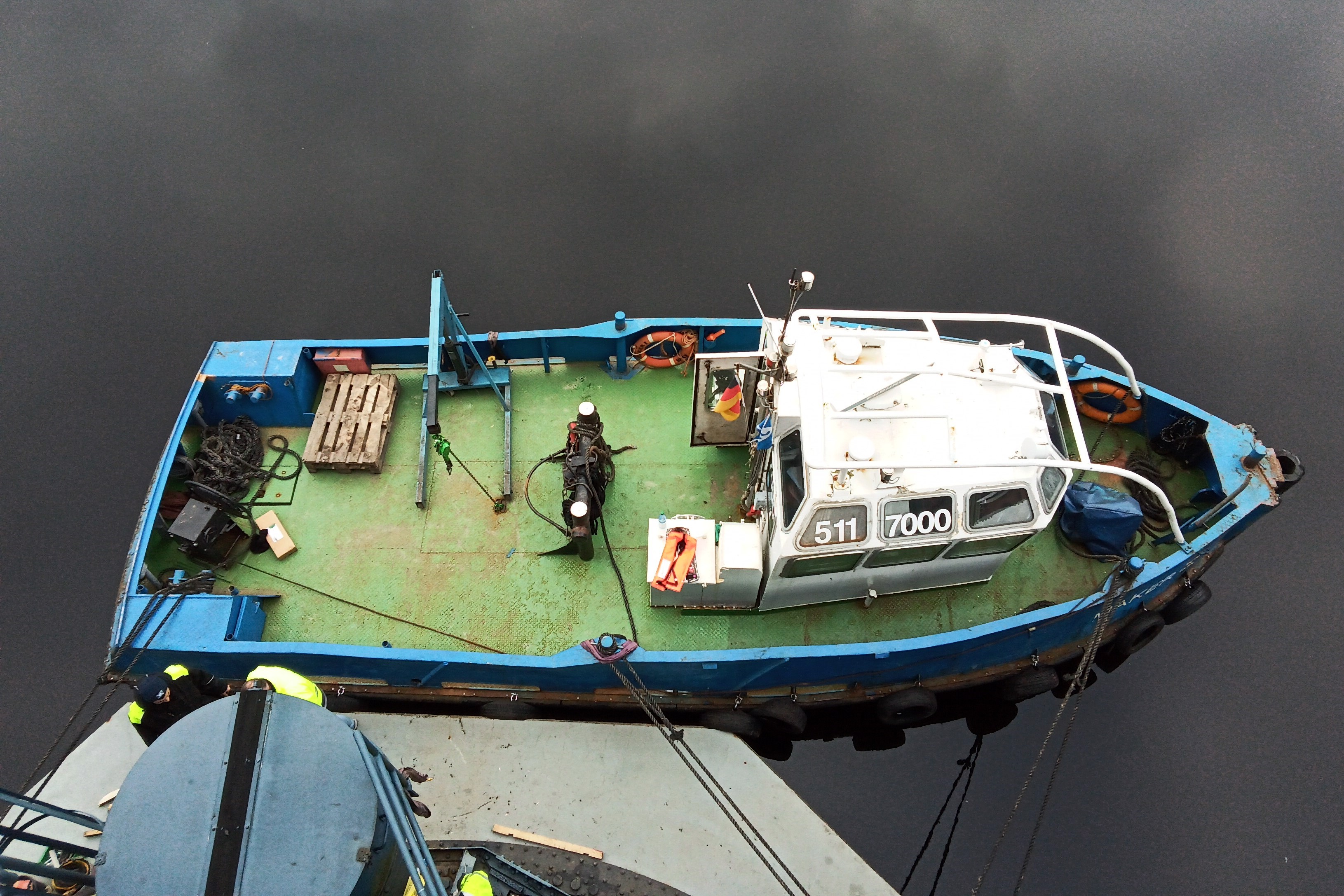
Festmacherboot Maker I, Wilhelmshaven, 2023
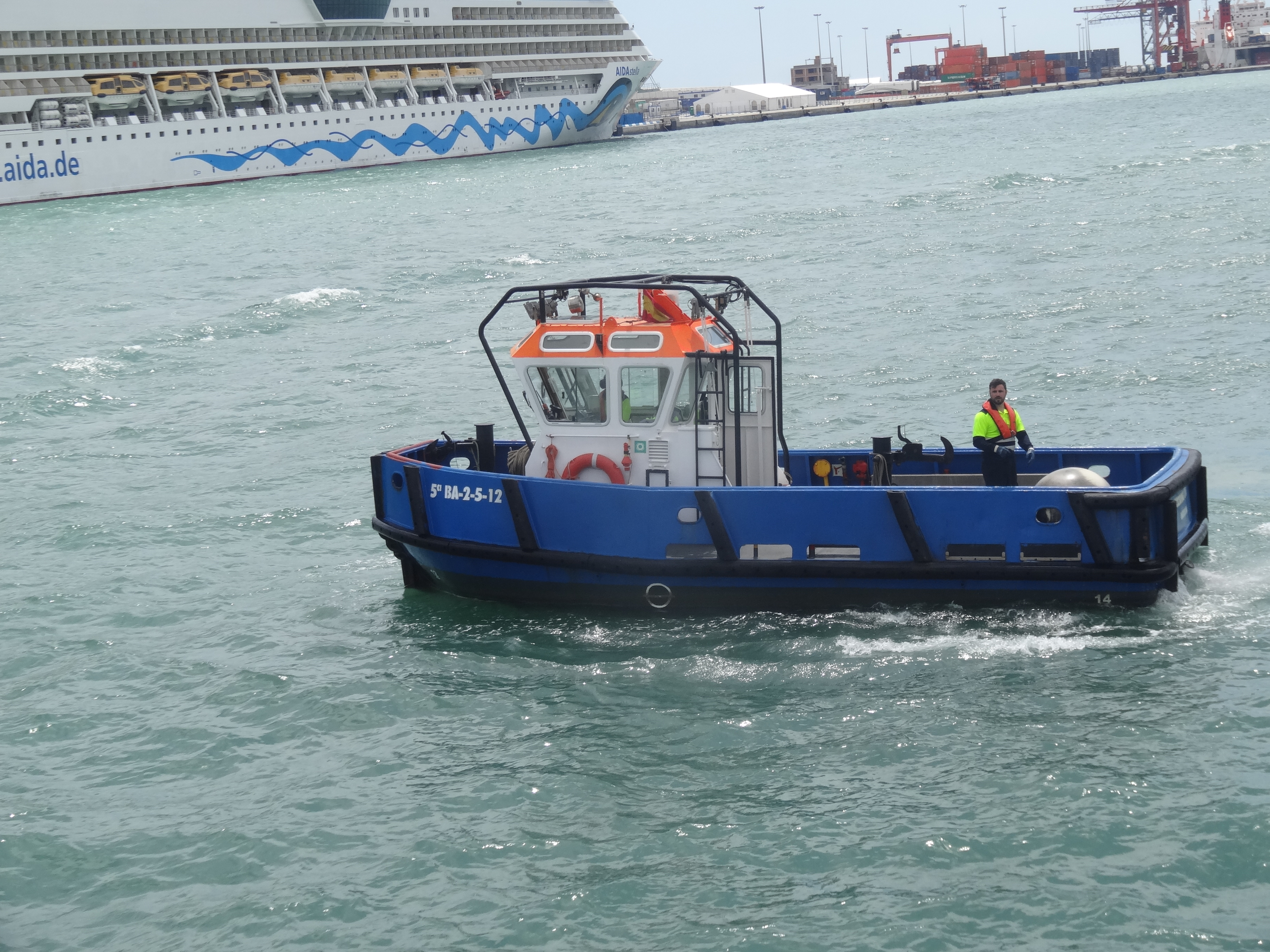
Festmacherboot, Hafen Barcelona, 2016